# Lễ hội tháp Bà Po Nagar
Lễ hội tháp bà  Ponagar là một lễ hội của dân tộc Chăm ở Nha Trang,Khánh Hòa, Việt Nam. Đây là lễ hội dân gian lớn nhất trong năm ở tỉnh Khánh Hòa để tưởng nhớ nữ thần Yang Po Inư Nagar - người đã có nhiều công lao giúp dân, đem lại những điều tốt lành và hạnh phúc cho mọi người.

## Thời gian
Lễ hội Tháp Bà PoNagar Nha Trang diễn ra hàng năm từ ngày 20 đến 23 tháng 3 Âm lịch, tại di tích Tháp Bà PoNagar, thuộc phường Vĩnh Phước, thành phố Nha Trang, tỉnh Khánh Hòa.

## Phần lễ hội
Lễ thay y: Nghi lễ được tiến hành ngày 20 tháng 3 Âm lịch. Vị chủ tế dâng trầm hương, nhang, hoa, trái cây và khấn vái. Sau đó, các thành viên trong Ban nghi lễ thay xiêm y, mũ miện để tắm tượng. Nước dùng để tắm tượng được nấu từ rượu với nước và thả các cánh hoa có hương thơm (5 loại). Hiện nay, lễ thay y không còn là nghi lễ mà các thiếu nữ trong xóm Bóng thay y Mẫu, thay vào đó là một số phụ nữ lớn tuổi thực hiện. Sau khi tắm tượng xong, Thánh Mẫu được mặc xiêm y và mũ miện mới do người dân dâng cúng.
Lễ thả hoa đăng: Nghi lễ diễn ra ngày 20 tháng 3 Âm lịch. Đoàn rước từ tháp xuống xóm Bóng và đến đàn tế lễ bên dòng sông Cái. Cầu siêu xong, các thuyền trên sông đốt nến thả đăng khiến cho một khúc sông trở nên lung linh, huyền ảo.
Lễ cầu Quốc thái dân an: diễn ra sáng ngày 21 tháng 3 Âm lịch, do Ban Trị sự Giáo hội Phật giáo Việt Nam tỉnh Khánh Hòa chủ trì lễ cúng. 
Lễ hoàn kinh, cúng thí thực: Nghi lễ diễn ra trưa ngày 21 tháng 3 Âm lịch.
Dâng lễ Mẫu: Nghi lễ diễn ra giờ Tý ngày 22 tháng 3 Âm lịch để dâng hương lễ Mẫu.
Tế lễ cổ truyền, lễ Khai Diên và lễ Tôn vương: diễn ra ngày 23 tháng 3 Âm lịch, đoàn tế lễ gồm các hào lão và người dân Cù Lao (Xóm Bóng) dâng lễ theo nghi thức cổ truyền; Đoàn Tuồng biểu diễn lễ Khai Diên và Tôn vương ở sân khấu.
Múa Bóng và Hát văn: Diễn ra trong suốt các ngày lễ hội. Do diện tích trong tháp nhỏ, hẹp nên hạn chế số người vào tháp, các thành viên còn lại của đoàn đứng hầu lễ Mẫu ở sân tháp Chính. Sau đó các đoàn biểu diễn múa Bóng và hát Văn ở sân khấu trước Mandapa. Bên cạnh đó, trong những ngày diễn ra lễ hội còn có những buổi biểu diễn các tích tuồng cổ liên quan đến Thiên Y A Na Thánh Mẫu … luôn thu hút bà con nhân dân đến xem trong suốt dịp lễ hội.
Tất cả những hoạt động diễn ra trong lễ hội ở di tích tháp Bà Pô Nagar với không khí trang nghiêm, thể hiện tấm lòng thành kính, cùng không khí nhộn nhịp và hồ hởi càng làm tăng “tính thiêng” cho lễ hội tháp Bà PoNagar Nha Trang – Khánh Hòa.